# Grand prix de poésie de l'Académie française
Ne doit pas être confondu avec Prix de poésie.
Pour les articles homonymes, voir Grand prix de poésie.
Le grand prix de poésie de l'Académie française est un prix littéraire français, décerné depuis 1957 de façon annuelle, à un poète d'expression française pour l'ensemble de son œuvre.
Avant 1957 et certaines années (par exemple en 1986 ou en 2001), le prix a pu être décerné pour une œuvre particulière.
Pierre Jean Jouve a reçu deux fois le grand prix de poésie : en 1950 pour son recueil Diadème et en 1966 pour l'ensemble de son œuvre poétique.
En 1967, le chanteur Georges Brassens obtient le grand prix de poésie pour l'ensemble de son œuvre poétique.
Jean-Pierre Lemaire a reçu deux fois le grand prix de poésie : en 1986 pour son recueil Visitation et en 1999 pour l'ensemble de son œuvre poétique.
Jacques Roubaud a obtenu deux grands prix de l'Académie française : à la fois le grand prix de littérature Paul-Morand en 2008 et le grand prix de poésie en 2023.
En 1986, 15 prix ont été décernés dont 14 pour une œuvre précise et 1 à Henri Thomas pour l'ensemble de son œuvre poétique.

## Liste des lauréats

### Pour l'ensemble de leur œuvre

#### Années 1940
- 1944 : Vincent Muselli

#### Années 1950
- 1957 - André Berry
- 1958 - Mme Gérard d'Houville (Marie de Heredia)
- 1959 - Tristan Klingsor

#### Années 1960
- 1960 - Philippe Chabaneix
- 1961 - Patrice de La Tour du Pin
- 1962 - Marie Noël
- 1963 - Pierre Emmanuel
- 1964 - André Salmon
- 1965 - Prix non décerné
- 1966 - Pierre Jean Jouve
- 1967 - Georges Brassens
- 1968 - Alain Bosquet et Jean Lebrau
- 1969 - Robert Sabatier

#### Années 1970
- 1970 - Jean Follain
- 1971 - Louis Brauquier
- 1972 - Jean Tardieu
- 1973 - André Frénaud
- 1974 - Philippe Soupault
- 1975 - Gabriel Audisio
- 1976 - Eugène Guillevic
- 1977 - Jean Tardieu - Robert Mallet - Marie-Jeanne Durry
- 1978 - Charles Le Quintrec
- 1979 - André Pieyre de Mandiargues

#### Années 1980
- 1980 - Maurice Fombeure
- 1981 - Yves Bonnefoy
- 1982 - Jean Loisy
- 1983 - Jean Grosjean
- 1984 - Francis Ponge
- 1985 - Philippe Roberts-Jones
- 1986 - Henri Thomas
- 1987 - René Tavernier
- 1988 - Jean-Claude Renard
- 1989 - Claude-Michel Cluny

#### Années 1990
- 1990 - André du Bouchet
- 1991 - Jean Orizet
- 1992 - Philippe Jaccottet
- 1993 - Georges Saint-Clair
- 1994 - Marc Alyn
- 1995 - Pierre Béarn
- 1996 - Claude Vigée
- 1997 - Jacques Réda
- 1998 - René Depestre
- 1999 - Jean-Pierre Lemaire

#### Années 2000
- 2000 - Philippe Delaveau
- 2001 - Guy Goffette
- 2002 - Alain Duault
- 2003 - Alain Veinstein
- 2004 - Michel Deguy
- 2005 - Robert Marteau
- 2006 - Jacques Darras
- 2007 - William Cliff
- 2008 - Gérard Macé
- 2009 - Vénus Khoury-Ghata

#### Années 2010
- 2010 - Jacques Dupin
- 2011 - Franck Venaille
- 2012 - Jean-Claude Pirotte
- 2013 - Mathieu Bénézet
- 2014 - Dominique Fourcade
- 2015 - Philippe Beck
- 2016 - Bernard Noël
- 2017 - Anthony Phelps
- 2018 - Christian Prigent
- 2019 - Pierre Oster

#### Années 2020
- 2020 - Michel Orcel
- 2021 - Claude Royet-Journoud
- 2022 - Jean-Pierre Siméon
- 2023 - Jacques Roubaud
- 2024 - Hélène Dorion

### Pour une œuvre précise

#### Années 1940
- 1947 :
  - Alexandre Toursky pour Ici commence le désert

#### Années 1950
- 1950 :
  - Pierre Jean Jouve pour Diadème

#### Années 1980
- 1986 :
  - Janine Cantarel pour Gouttes de rêve !... Gouttes de sang !...
  - Philippe de Chaunac-Lanzac pour Au-delà d’un regard
  - Bernard Chenot pour Morgane
  - Vitalis Cros pour Liberté (Cantate)
  - Zakari Dramani-Issifou pour Récidive (Mots pour maux)
  - Jean-Pierre Lemaire pour Visitation
  - Brigitte Level pour L’Oiseau bonheur
  - Maurice de Meure pour Le Bal des ombres
  - Jean-Frédéric Munsch pour Itinéraire sentimental
  - Philippe de Rothschild pour Au gré de l'incongru
  - Paul de Roux pour Les Pas
  - Gaston-Louis Solères pour Quelques poèmes
  - René Tavernier pour Poèmes
  - Esther Tellermann pour Première Apparition avec épaisseur
- 1988 :
  - Paule Laborie pour Le Sang d’Adonis
  - Hassam Wachill pour Jour après jour
- 1989 :
  - Odette Robillard pour Mes chemins de tendresse

#### Années 2000
- 2001 :
  - Guy Goffette pour Un manteau de fortune